# Cyphostemma puberulum
Cyphostemma puberulum là một loài thực vật hai lá mầm trong họ Nho. Loài này được (C.A.Sm.) Wild & R.B.Drumm. miêu tả khoa học đầu tiên năm 1961.